# Джефф Шабо
Джефф Шабо (нім. Jeff Chabot; нар. 12 лютого 1998, Ганау) — німецький футболіст, захисник клубу «Штутгарт».
Виступав також за клуб «Кельн» та молодіжну збірну Німеччини.

## Клубна кар'єра
Народився 12 лютого 1998 року в місті Ганау. Вихованець юнацьких команд футбольних клубів «Дармштадт 98», «Айнтрахт», «Нюрнберг» та «РБ Лейпциг».
У дорослому футболі дебютував 2017 року виступами за команду «Спарта», в якій провів один сезон, взявши участь у 20 матчах чемпіонату.
Згодом з 2018 по 2022 рік грав у складі команд «Гронінген», «Сампдорія» та «Спеція».
Своєю грою за останню команду привернув увагу представників тренерського штабу клубу «Кельн», до складу якого приєднався 2022 року. Відіграв за кельнський клуб наступні два сезони своєї ігрової кар'єри. Більшість часу, проведеного у складі «Кельна», був основним гравцем захисту команди.
До складу клубу «Штутгарт» приєднався 2024 року. Станом на 24 грудня 2024 року відіграв за штутгартський клуб 14 матчів в національному чемпіонаті.

## Виступи за збірні
У 2014 році дебютував у складі юнацької збірної Німеччини (U-17), загалом на юнацькому рівні взяв участь у 9 іграх, відзначившись одним забитим голом.
Протягом 2019–2021 років залучався до складу молодіжної збірної Німеччини. На молодіжному рівні зіграв у 3 офіційних матчах.

## Титули і досягнення
- Володар Кубка Німеччини (1):

«Штутгарт»: 2024-25